# Акташево (Хайбуллинский район)
Акта́шево (баш. Аҡташ) — деревня в Хайбуллинском районе Башкортостана, входит в Ивановский сельсовет.

## Население
| 2002 | 2010 |
| ---- | ---- |
| 158  | ↘140 |

Национальный состав
Согласно переписи 2002 года, преобладающая национальность — башкиры (100 %).

## Географическое положение
Расстояние до:
- районного центра (Акъяр): 43 км,
- центра сельсовета (Ивановка): 11 км,
- ближайшей ж/д станции (Сара): 99 км.

## Религия
В деревне есть мечеть «Ахматдин».